# Île Norfolk aux Jeux du Commonwealth
L’île Norfolk participe aux Jeux du Commonwealth depuis les Jeux de 1986 à Édimbourg. Territoire autonome sous souveraineté australienne, et avec une population de quelque 2 300 habitants, c'est l'une des plus petites nations aux Jeux, mais elle a envoyé une délégation à tous les Jeux depuis 1986.
Ses athlètes ont participé à des épreuves d'athlétisme, de badminton, de boulingrin, de judo, de squash, de tir, de tir à l'arc, ainsi qu'au triathlon.
Ls seules médailles à ce jour, de bronze, a été obtenue en boulingrin aux Jeux de 1994 et 2018.

## Médaillés
| Nom                                  | Jeux | Médaille           | Discipline | Épreuves          | Résultat |
| ------------------------------------ | ---- | ------------------ | ---------- | ----------------- | -------- |
| Carmelita Anderson                   | 1994 | Médaille de bronze | Boulingrin | Individuel femmes |          |
| Ryan Dixon Hadyn Evans Phillip Jones | 2018 | Médaille de bronze | Boulingrin | Triplette hommes  |          |